# Allans och Martins julradioshow
Allans och Martins julradioshow var SR:s julkalender 2001.

## Handling
Allan (Lars In de Betou) är den minsta av alla envisa, bångstyriga och självupptagna personer, och planerar att starta en stor radioshow som någonsin gjorts. Hans kompanjon Martin (Martin Widman) ger sitt stöd, tålmodigt och välvilligt. Allan springer in naken på scenen och ropar "-Alla ska titta på mig! Det är min show!" Martin är glad att det är radio tycker Martin. Sedan börjar arbetet med forma radioshowen. Allan skall först klä på sig, och hittar något som förvandlar honom till en stilig riddare.

## Papperskalender

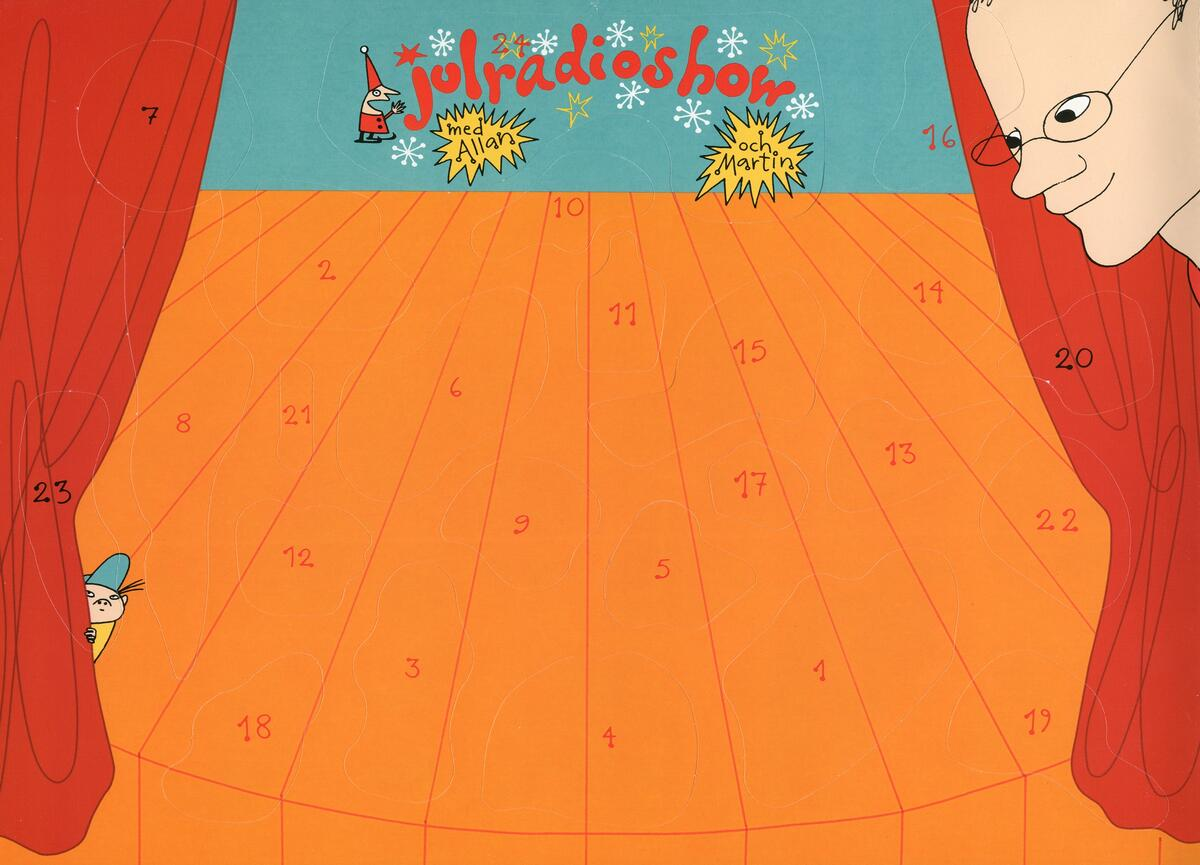
Papperskalendern

Kalendern ritades av Stina Wirsén och visar en orange scen.

### Fotnoter
1. ↑  ”Svensk mediedatabas”. http://smdb.kb.se/catalog/search?q=%22Allans+och+Martins+julradioshow%22&sort=OLDEST. Läst 5 april 2011.
2. ↑  ”2001, Allans och Martins julradioshow”. Sveriges Radio. http://sverigesradio.se/barn/julkalendrar/2001.stm. Läst 30 augusti 2015.
3. ↑  ”Julkalendrar”. Arkiverad från originalet den 27 oktober 2014. https://web.archive.org/web/20141027033911/http://helgo.net/emma/julkalendrar.php?y=1998&t=radio. Läst 2 april 2011.